# T Aurigae

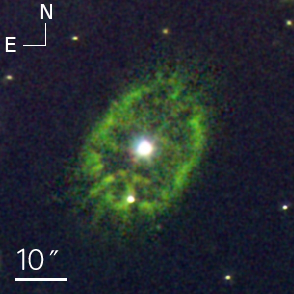
Imagen en falso color de la envoltura que rodea a la nova T Aurigae, realizada a partir de tres imágenes de banda estrecha: Azul = 4800 angstroms, verde = Halpha y rojo = [NII] a 6583. De Santamaria et al. 2020 DOI=10.3847/1538-4357/ab76c5 subido con permiso de E. Santamaria.

T Aurigae (también conocida como Nova Aurigae 1892) fue una nova que apareció en la constelación de Auriga en 1892. Alcanzó una magnitud de 3,8 y disminuyó a los 100 días hasta la tercera magnitud.
Hoy, T Aurigae tiene magnitud 15.

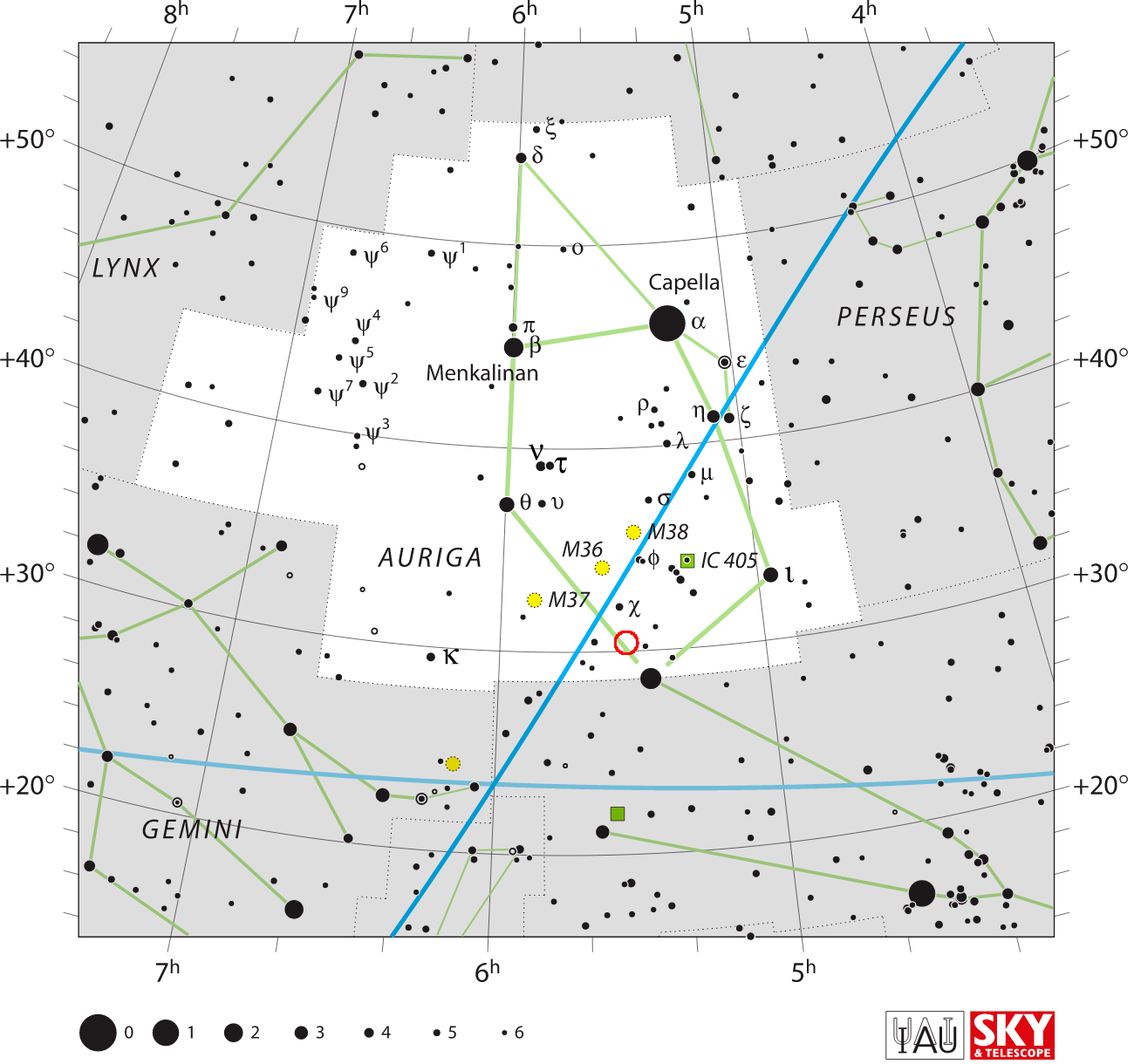
Ubicación de T Aurigae (círculo rojo).

Fue descubierta por Thomas David Anderson, quien más tarde descubriría Nova Persei 1901.

## Coordenadas
- Ascensión recta: 05h31m58,64s
- Declinación: +30°26'45,2"